# 赫利亞丁
51°29′29″N 30°41′12″E / 51.49139°N 30.68667°E
赫利亞丁（烏克蘭語：Глядин），是烏克蘭北部切爾尼希夫州切爾尼希夫區米哈伊洛-科秋宾斯凯市镇的村落。始建於1892年，面積0.78平方公里，海拔高度116米，2001年人口79，人口密度每平方公里101.15人。